# 9909 Eschenbach
Eschenbach (asteróide 9909) é um asteróide da cintura principal, a 1,959634 UA. Possui uma excentricidade de 0,1651766 e um período orbital de 1 313,58 dias (3,6 anos).
Eschenbach tem uma velocidade orbital média de 19,44028219 km/s e uma inclinação de 4,31952º.
Este asteróide foi descoberto em 26 de Março de 1971 por Cornelis van Houten, Ingrid van Houten-Groeneveld.